# 7750 McEwen
7750 McEwen (1988 QD1) là một tiểu hành tinh vành đai chính được phát hiện ngày 18 tháng 8 năm 1988 bởi C. S. Shoemaker và E. M. Shoemaker ở Palomar.